# Camilla Martens
Camilla Martens (* 23. Oktober 1989) ist eine dänische Badmintonspielerin. 

## Karriere
Camilla Martens wurde bei den Slovenia International 2010 Dritte im Dameneinzel. Bei der Denmark Super Series 2010 qualifizierte sie sich für das Hauptfeld, schied dort jedoch in Runde eins aus. Zwei Jahre später belegte sie Rang drei bei den Denmark International 2012. Im gleichen Jahr stand sie im Hauptfeld der Denmark Super Series 2012.